# Cuculus gularis
Il cuculo africano (Cuculus gularis Stephens, 1815) è un uccello della famiglia Cuculidae.

## Distribuzione e habitat
Questo uccello vive in tutta l'Africa subsahariana, dalla Mauritania e dal Sudan fino al Sudafrica. È di passo in Senegal e Gibuti.

## Tassonomia
Cuculus gularis non ha sottospecie, è monotipico.